# Chiesa di San Lorenzo (Traversetolo)
La chiesa di San Lorenzo è un luogo di culto cattolico dalle forme tardo-romaniche e barocche, situato in via Ronconi 4 a Guardasone, frazione di Traversetolo, in provincia e diocesi di Parma; è sede di una parrocchia compresa nella zona pastorale della Pedemontana.

## Storia
Il luogo di culto originario fu edificato all'interno del castello di Guardasone in epoca medievale; la più antica testimonianza della sua esistenza risale al 1230, quando la Capelle de Guardaxono fu citata nel Capitulum seu Rotulus Decimarum della diocesi di Parma tra le dipendenze della pieve di Traversetolo.
La chiesa fu ricostruita successivamente all'esterno del maniero, lungo il crinale di collegamento con la Guardiola"; la prima citazione della sua intitolazione a san Lorenzo, menzionata anche nel 1299, risale al 1354.
Nel 1558, durante gli scontri tra il duca di Parma Ottavio Farnese e il duca di Ferrara Ercole II d'Este, il maniero, la Guardiola e il luogo di culto furono profondamente danneggiati dai cannoneggiamenti. Fu quindi costruita sul monte dell'Oca la nuova chiesa di Santo Lorenzo da Guardagione, che fu nominata per la prima volta nel Catasto Farnesiano del 1561, quando ancora risultavano visibili i ruderi dell'antico edificio medievale. Negli stessi anni fu probabilmente eretta anche la canonica, menzionata a partire dal 1622.
Nel 1564 il luogo di culto, dotato di due cappelle laterali dedicate alla Madonna e a san Rocco, fu elevato al rango di parrocchia.
Già nel 1619 il tempio iniziò a deteriorarsi a causa dell'instabilità del terreno di fondazione; alcuni interventi di restauro furono compiuti nel 1675, ma nel 1684 furono avviati i lavori di ricostruzione in stile barocco del luogo di culto cinquecentesco, di cui fu conservata soltanto la massiccia torre campanaria in pietra; le opere furono completate nel 1698.
Nel 1704 la canonica fu ampliata e decorata, mentre tra il 1773 e il 1778 la chiesa e la sagrestia furono restaurate.
Il 13 marzo del 1832, a causa di un violento terremoto, il luogo di culto fu danneggiato e la canonica divenne inagibile; l'anno seguente furono intrapresi gli interventi di restauro, resi difficoltosi dalla scarsità di risorse.
La natura cedevole del terreno rese necessario il rifacimento della pavimentazione nel 1934.
Nei decenni seguenti furono eseguiti altri lavori di restauro per volere dei parroci Giovanni Barilla e Renato Furletti; quest'ultimo nel 1964 incaricò il pittore Proferio Grossi della decorazione di una parete della navata. Dopo alcuni anni la parrocchia fu unita a quella di Vignale e la canonica, ormai disabitata, fu affittata a privati, che la modificarono internamente.
Il 9 novembre del 1983 un forte terremoto danneggiò profondamente il luogo di culto, che fu ristrutturato tra il 1984 e il 1985, con la ricostruzione dei controsoffitti a volta sulla navata e del tetto in laterocemento e col consolidamento delle pareti mediante cordoli in calcestruzzo armato e tiranti; tuttavia, le strutture aggiunte, molto pesanti, aggravarono i cedimenti del terreno, perciò tra il 1989 e il 1990 fu necessario rinforzare anche le fondazioni tramite iniezioni in jet grouting; le fessurazioni delle strutture portanti peggiorarono, tanto che nel 1993 la chiesa fu dichiarata inagibile e chiusa al culto.
Il 23 dicembre 2008 una nuova intensa scossa tellurica aggravò la precaria situazione del tempio, ove crollò parte della volta del presbiterio e si aprì una profonda crepa sulla parete sinistra. Nel 2015 furono avviati gli interventi di ristrutturazione della chiesa, durante i quali furono rinvenute le fondazioni dell'edificio originario di dimensioni più ridotte; al termine dei lavori, la chiesa fu solennemente riaperta al culto il 10 agosto del 2017, in occasione della festa di san Lorenzo, alla presenza del vescovo Enrico Solmi.

## Descrizione

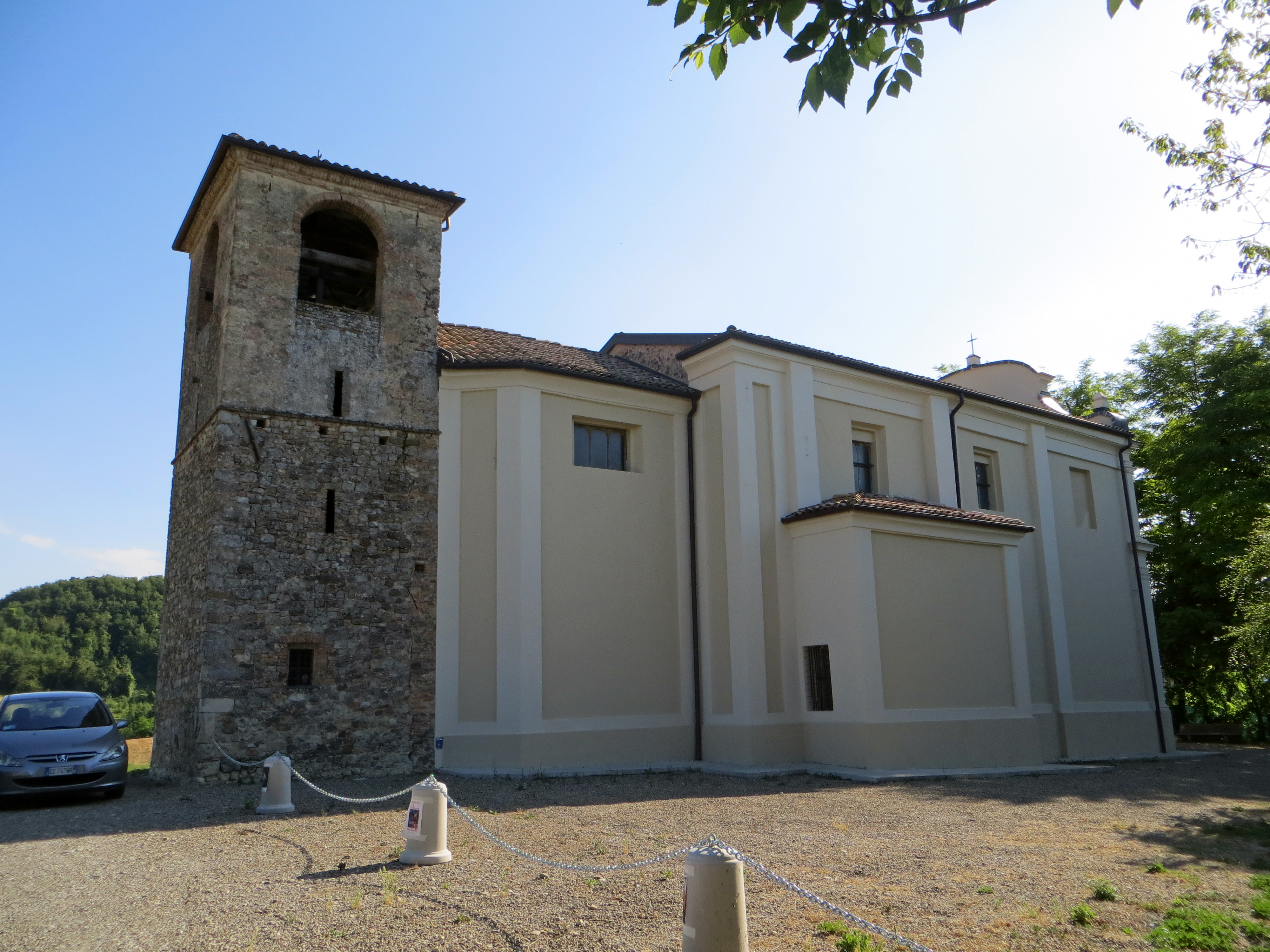
Lato nord e campanile

La chiesa si sviluppa su un impianto a navata unica affiancata da una cappella su ogni lato, con ingresso a ovest e presbiterio absidato a est, dietro al quale è collocato il campanile a pianta quadrata.
La simmetrica facciata, interamente intonacata, è scandita verticalmente in tre parti da un doppio ordine di quattro lesene coronate da capitelli dorici, a sostegno delle due fasce marcapiano in rilievo. Inferiormente è collocato nel mezzo l'ampio portale d'ingresso, affiancato da due lesene con capitelli dorici, su cui è impostato il frontone curvilineo spezzato al centro; ai lati sono poste due grandi nicchie ad arco a tutto sesto. Al secondo ordine si apre nel mezzo una finestra rettangolare, sormontata da frontone triangolare; ai fianchi si trovano due nicchie rettangolari, coronate da frontoni curvilinei. Al terzo ordine, ai lati della specchiatura centrale si elevano due lesene con capitelli dorici, a sostegno del frontone curvilineo di coronamento; ai fianchi sono poste due ampie volute di raccordo con le estremità del prospetto.
I fianchi, coronati da cornicioni modanati, sono suddivisi verticalmente da paraste, che proseguono anche sul retro sulle pareti dell'abside a pianta poligonale. In adiacenza si erge il massiccio campanile in pietra, contenente al piano terreno la sagrestia, illuminata da piccole finestre laterali; la cella campanaria si affaccia sui quattro lati attraverso ampie monofore ad arco a tutto sesto; a coronamento si eleva il tetto a quattro falde.
All'interno la navata, coperta da una falsa volta a botte lunettata, è scandita longitudinalmente in tre parti da una serie di lesene coronate da capiteli dorici, a sostegno del cornicione perimetrale; la parete destra è ornata nella campata centrale da un grande dipinto a olio su muro raffigurante la Madonna degli Automobilisti, realizzato nel 1964 da Proferio Grossi e benedetto il 13 settembre dello stesso anno dal vescovo Evasio Colli. Le cappelle laterali, coperte da volte a botte, si affacciano sull'aula attraverso due ampie arcate aperte in corrispondenza dell'ultima campata e conservano gli altari dedicati alla beata Vergine del Rosario e a sant'Agnese.
Il presbiterio, lievemente sopraelevato, è preceduto dall'arco trionfale a tutto sesto, retto da due massicce paraste coronate da capitelli dorici; l'ambiente, coperto da una volta a botte lunettata, accoglie l'altare maggiore a mensa; sul fondo l'abside a una pianta poligonale, coperta da una volta a ombrello, è decorata con lesene in corrispondenza degli spigoli e ospita parte dell'antico altare maggiore settecentesco smembrato.
La chiesa conserva alcune opere di pregio, tra cui un'ancona seicentesca, un pulpito ottocentesco, due sedie risalenti alla seconda metà del XVII secolo, due portaceri settecenteschi e un coevo trono espositivo.